# Francesco Sbarra
Francesco Sbarra (Lucques, 1611 - Vienne, 1668) est un poète et librettiste italien.
Son premier drame musical, Alessandro vincitor di sé stesso (1651), lui apporte la notoriété internationale et il passe la plus grande partie de sa carrière en Autriche où il a écrit des livrets pour des divertissements et des opéras à la cour de l'archiduc Ferdinand-Charles à Innsbruck et à celle de l'empereur Léopold Ier à Vienne. Il pomo d’oro (1668) « fut l'une des représentations lyriques les plus somptueuses, complexes et médiatisées du XVIIe siècle ».

## Biographie
Francesco Sbarra naît à Lucques, en Toscane, le 18 novembre 1611 et est le fils aîné de Filippo et Ortensia Ciampanti. Son père provient d'une famille originaire de Lombrici, en Versilia, dans la province de Lucques, et s'intègre dans le patriciat commercial de la République de Lucques.
Francesco y fait ses études et produit très tôt des vers pour la musique du théâtre municipal,, mais sa production dramatique est pratiquement inconnue, mise à part Mosè esposto,.
En 1633, Francesco Sbarra épouse Penelope Orsucci, avec qui il a trois enfants : Filippo Renato, Antonio et Ortensia.
À la même époque, il accueille chez lui des réunions académiques ainsi qu'une pastorale.

### Compositions pour d'autres œuvres
À partir de 1636, Francesco Sbarra écrit des poèmes allégoriques et moraux pour des événements festifs dans la ville et le Collège des Jésuites. Certains vers mis en musique par Valerio Guami en 1636 pour la fonction municipale des Tasche (le dialogue de Fortuna e Virtù, dans Poesie da recitarsi in musica auraient été écrits par Sbarra.
À partir de 1638, Sbarra commence à avoir des contacts avec l'opéra vénitien (en), notamment avec le poète lucquois Michelangelo Torcigliani (it), futur librettiste de Monteverdi, et Sbarra a écrit l'un des sonnets encomiastiques du livret de la Maga fulminata de Benedetto Ferrari.
Francesco Sbarra occupe aussi des fonctions dans l'administration de la ville, comme « ancien de la République » et « collecteur du Chambellan ». Pourtant, il est condamné en 1641 à « la privation de tout honneur et de toute fonction utile à perpétuité, pour avoir tenu en main de l'argent perçu par lui en tant que collecteur et non versé au Chambellan ». Quand son épouse meurt en 1645, il se décide à poursuivre une carrière ecclésiastique, sans succès : le chapitre de Lucques le nomme chanoine à deux reprises, mais l'évêque rejette sa nomination.
Il publie ses premières compositions théâtrales en 1643, que met en musique Marco Bigongiari : Gl’amori di Bacco ; L’Erotichidulia ovvero La schiavitù d’Amor e di Fortuna et Erminia.
Il compose ensuite pour la Psiche de Francesco Poggio, montée en 1645 par l'Accademia degli Accesi avec une musique de Tomaso Breni ; pour les Tasche (Gli ossequi della Fortuna, 1648) et des fêtes carnavalesques (Gli ozi della Fortuna, 1648 ; La Verità raminga (1650).
Il est membre de l'Accademia degli Oscuri de Lucques et probablement cofondateur de l'Accademia degli Accesi,.

### Premiers succès comme librettiste (1651-1658)
En 1650, il assiste à Lucques à la représentation d'un opéra vénitien de grande envergure, le Giasone de Giacinto Andrea Cicognini et Francesco Cavalli, amené par la compagnie théâtrale des Febiarmonici, dont fait partie le frère arétin Antonio Cesti. Cet événement est une influence majeure pour Sbarra, qui se lance dans son premier véritable drame musical, Alessandro vincitor di sé stesso (1651), qui constitue son premier succès. L'avertissement aux « spectateurs du drame » contient une importante déclaration de poétique mélodramatique : Sbarra reconnaît que « se réciter en musique est inconvenant » et s'excuse pour l'« ariette », qui ne convient pas au  « décorum de personnages aussi grands » qu'Alexandre et Aristote, mais se justifie par « l'emploi des temps » ; en effet, « si le style récitatif n'était pas entrecoupé de telles plaisanteries, il apporterait plus d'ennui que de plaisir ». L'opéra, « réduit à sa forme entière », avec une allégorie expliquant ses « sens et enseignements moraux », a été mis en scène et réimprimé à Lucques en 1654, avec la musique de Cesti et Bigongiari.
Dans les années 1650, Francesco Sbarra produit la partie la plus visible et la plus influente de sa production. Elle lui permet de recevoir les faveurs des cours des Habsbourg et acquérir une réputation internationale, ainsi que commencer une carrière autrichienne. Dans ces œuvres, il utilise des personnages idéaux pour corriger « les licences démesurées du luxe », représentent la partie la plus visible et la plus influente de sa production : ils rencontrent la faveur des cours des Habsbourg au-delà des Alpes et facilitent sa carrière autrichienne,. Il écrit à cette période La moda (1652), fable morale ; La tirannide dell'interesse (1653), tragédie politico-morale ; La corte (1657), un drame moral ; et La forza dell'opinione, imprimé conjointement avec La Fortuna esecutrice dei decreti d'Astrea en 1658, avec une musique de Marco Bigongiari.

### Carrière en Autriche (depuis 1658)
En 1657, Francesca Sbarra est à Venise, où il tente d'obtenir le poste d'agent impérial à Rome. Il ne l'obtient pas et est appelé l'année suivante à Innsbruck à la cour de Ferdinand Charles, archiduc d'Autriche, grâce aux contacts établis par Cesti, le cardinal Ernst Adalbert von Harrach et son maître de chambre, Giovanni Battista Barsotti de Lucca,.
Il collabore pour la première fois à Innsbruck en 1659 dans le drame musical Venere cacciatrice, crédité comme « des marquis de Lombrici et des comtes de Colle » (des marquis de Lombrici et des comtes de Colle). Il écrit plusieurs textes dramatiques en musique pour la cour du Tyrol, la cour impériale de Vienne et celle de l'électeur de Bavière à Munich : Il litigante alchimista e cortigiano (intermezzi, Vienne, 1659) ; Il Mincio peregrino (idylle musicale, Vienne 1659) ; La lite indecisa (drame musical, date et lieu incertains, mais probablement Innsbruck vers 1660-1662) ; La magnanimità d'Alessandro (Innsbruck, 1662, musique de Cesti), révisé et intitulé La generosità d'Alessandro (Vienne, 1662, musique de Giuseppe Tricarico) ; Il tributo degli elementi (idylle musicale, Innsbruck, 1663) ; et L'amor della patria superiore ad ogn'altro (Munich, 1665, musique de Johann Caspar Kerll), réédité à Venise en 1668 en étant augmenté par l'auteur,.
Le 1er janvier 1665, Sbarra devient poète de la cour à Vienne, où il rejoint l'Accademia degli Illustrati. Il établit de « nouveaux standards dans les genres de l’azione sacra, du drame musical allégorique et du ballet équestre » : La contesa dell'aria e dell'acqua est interprétée comme une festa a cavallo le 24 janvier 1667 sur la Burgplatz avec la musique d'Antonio Bertali, la musique de ballet de Johann Heinrich Schmelzer et la mise en scène du spécialiste florentin Alessandro Carducci pour l'anniversaire de l'empereur Léopold Ier et de Marguerite Thérèse de Habsbourg, infante d'Espagne,,. Cette mise en scène allégorique d'un tournoi, qui a duré quatre heures, a connu une diffusion exceptionnelle grâce à sa documentation en 27 gravures. Il écrit d'autres « actions sacrées » comme Il limbo disserrato (1665, musique de Pietro Andrea Ziani) ; L'inferno deluso dalla morte di Gesù Cristo (1665, Antonio Bertali) et Le lacrime di s. Peter (1666, Giovanni Felice Sances),.

### Dernières années
Entre 1666 et 1668, Francesco Sbarra compose le drame musical Nettuno e Flora festeggianti (Vienne, 1666, Cesti, Léopold Ier et Johann Heinrich Schmelzer), le « drame ludomoral » Le disgrazie d'amore (1667, mêmes musiciens), La contesa dell’aria e dell’acqua (1667, Bertali et Schmelzer) et La Germania esultante (1667, Cesti), mais surtout Il pomo d’oro (1668), un « festin théâtral » sur le sujet épithalamique du Jugement de Pâris (musique de Cesti, Léopold Ier et Schmelzer). D'abord prévu pour le mariage de Léopold et Marguerite en décembre 1666, puis pour l'anniversaire de l'Empereur le 9 juin 1667, cette œuvre « fut l'une des représentations lyriques les plus somptueuses, complexes et médiatisées du XVIIe siècle. » Le livret porte les gravures des changements scéniques dus à Lodovico Burnacini ; la mise en scène de l'énorme drame, après une série de retards, est divisée en deux soirées, les 12 et 14 juillet 1668, dans le théâtre de cour spécialement construit « auf der Cortina »,.
Francesco Sbarra meurt à Vienne le 20 mars 1668. Son azione sacra Il lutto dell’universo, mise en musique par Léopold Ier, est jouée le 29 mars 1668, quelques jours après la mort de Sbarra, au Saint-Sépulcre dans la Burgkapelle à Wiener Neustadt puis dans la chapelle de la Hofburg le 27 mars 1682. Elle représente un point culminant de la poésie sacrée de l'époque.
Les nombreux problèmes financiers, découlant peut-être de la condamnation subie en 1641, l'ont contraint à dilapider ses propres biens, au point que ses enfants ont refusé l'héritage,.

## Œuvres

### Composées en Italie
- Alessandro vincitor di se stesso (opéra en un prologue et 3 actes), mise en scène d'Antonio Cesti, Venise (1651)[h]
- Le maraviglie dell’aurora nelle miracolose nevi dell’Esquilino, idylle pour musique (1652)
- Le pompe di Collodi, deliziosissima villa del sig. cav. Romano Garzoni (1652)
- Applausi d’Elicona (1653)
- Essais dans la collection Nozze di Francesco Salvatore Garzoni e Chiara Mansi (1654)
- La nave d’Argo, musique de Bernardino Roncaglia (1654)[i]
- Al nome immortale dell’incomparabile regina di Svezia, ode, Rome ? (1655-1656 ?)
- Il sole, panegirico (1657)
- La corte (1657)[j]
- I castighi d’amore, drame musical (1658)
- Essais dans la collection de Girolamo Boselli, La corte accademica divisa in prencipi, cavalieri e dame, ecclesiastici e ministri (Bologna, 1665)

### Composées en Autriche
- Venere cacciatrice, mise en sècne d'Antonio Cesti, Innsbruck (1659)
- Descrizione della bellissima caccia fatta in Inspruch l’ultimo giorno di carnevale (Innsbruck, 1660)
- La magnanimità d'Alessandro, mise en sècne d'Antonio Cesti, Innsbruck (1662)[k]
- La Tirannide dell'Interesse (1664)[l]
- La verità raminga : e'L disiganno (1664)[m]
- Intermèdes et licences pour La Circe di Cristoforo Ivanovich, Vienne (1665)
- Nettuno e Flora festeggianti (azione teatrale (it)), mise en sècne d'Antonio Cesti, Vienne (1666)
- Le Lachrime di San Pietro (azione sacra), mise en sècne de Giovanni Felice Sances, Vienne (1666)
- Le disgrazie d'Amore, mise en sècne d'Antonio Cesti, Vienne (1667)[n]
- La Germania esultante, mise en sècne d'Antonio Cesti, Vienne (1667)
- L'amor Della Patria Superiore Ad Ogn'altro (1668)[o]
- Il pomo d'oro (opéra en un prologue et 5 actes), mise en sècne d'Antonio Cesti, Vienne (1668)[p]

On connaît aussi de lui des œuvres aujourd'hui perdues : un drame intitulé Ausonia, envoyé d'Innsbruck à Lucques en 1659 ; un volume manuscrit de poèmes et de prose ayant été conservé dans la bibliothèque privée de Francesco Mazzarosa.
D'autres œuvres lui ont été attribuées, mais la paternité est remise en question : Il serafino della terra : San Filippo Neri, oratorio (Vienne 1679, musique de Carlo Cappellini) ; des compositions pour Tasche à Lucques, Applausi musicali (1645) ; Ercole persitato (1657) ; Mutio Scevola (1675),.